# Зірочки подільські
Зірочки подільські (Gagea podolica) — вид рослин родини лілієвих (Liliaceae), поширений в Україні й на півдні Росії. За деякими даними до складу цього таксону входить також Gagea scythica Artemczuk.

## Опис

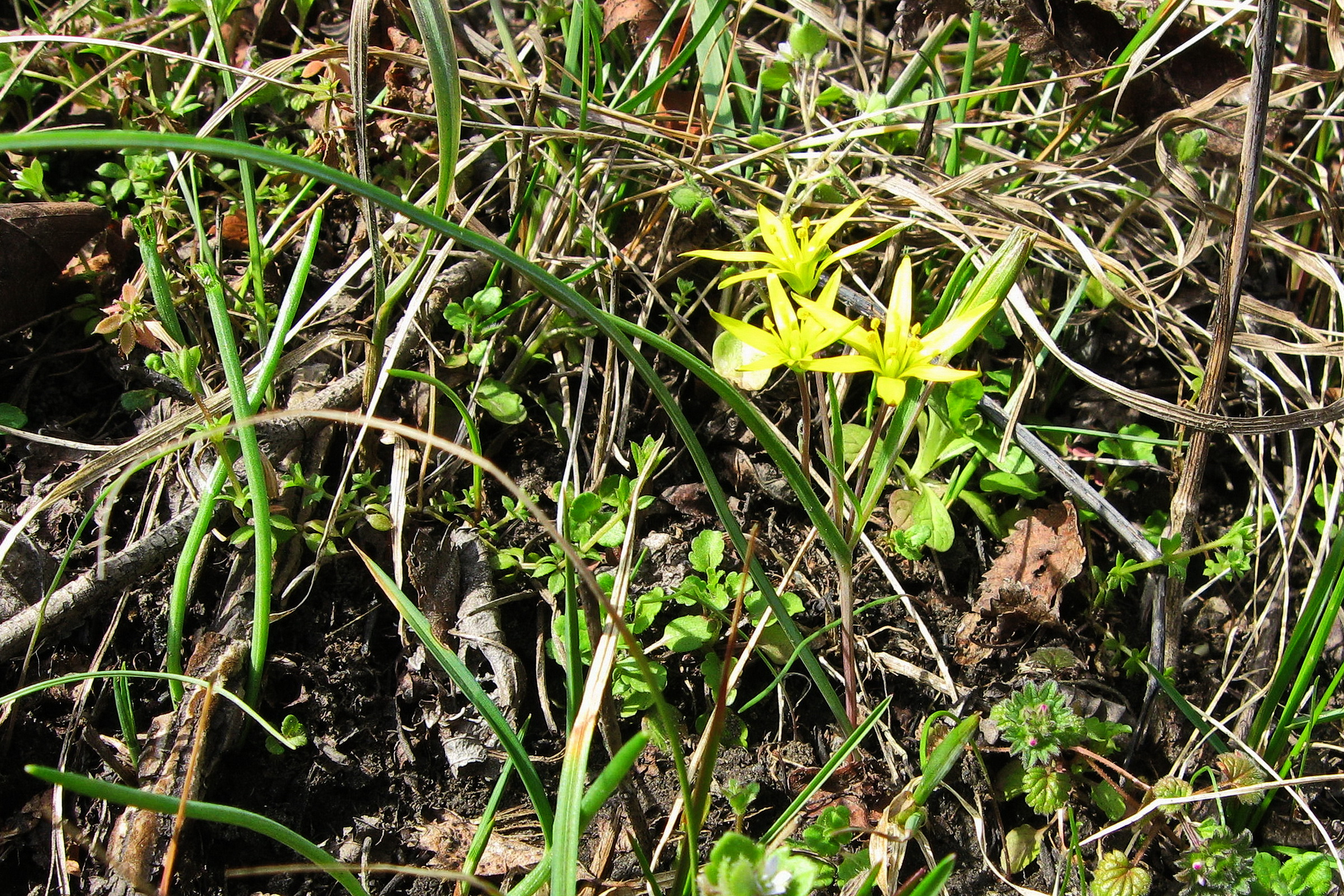
Зірочки подільські. Долина річки Верхня Хортиця

Це багаторічна трав'яниста рослина 5—12 см заввишки. Квітконіжки 0,7—2,5 см завдовжки, голі. Приквіткових листочків 2—4, найнижчий  — 2—5 см завдовжки, на краях ледь війчастий або майже голий; інші — на краях помітно волосисті.
Цвіте в березні — квітні.

## Поширення
Ареал охоплює Україну й південно-європейську частину Росії (у т. ч. Північний Кавказ).
В Україні зростає на трав'янистих схилах, гранітних відслоненнях — на півдні Лісостепу і в Степу, зрідка.